# Reifen (Spielzeug)

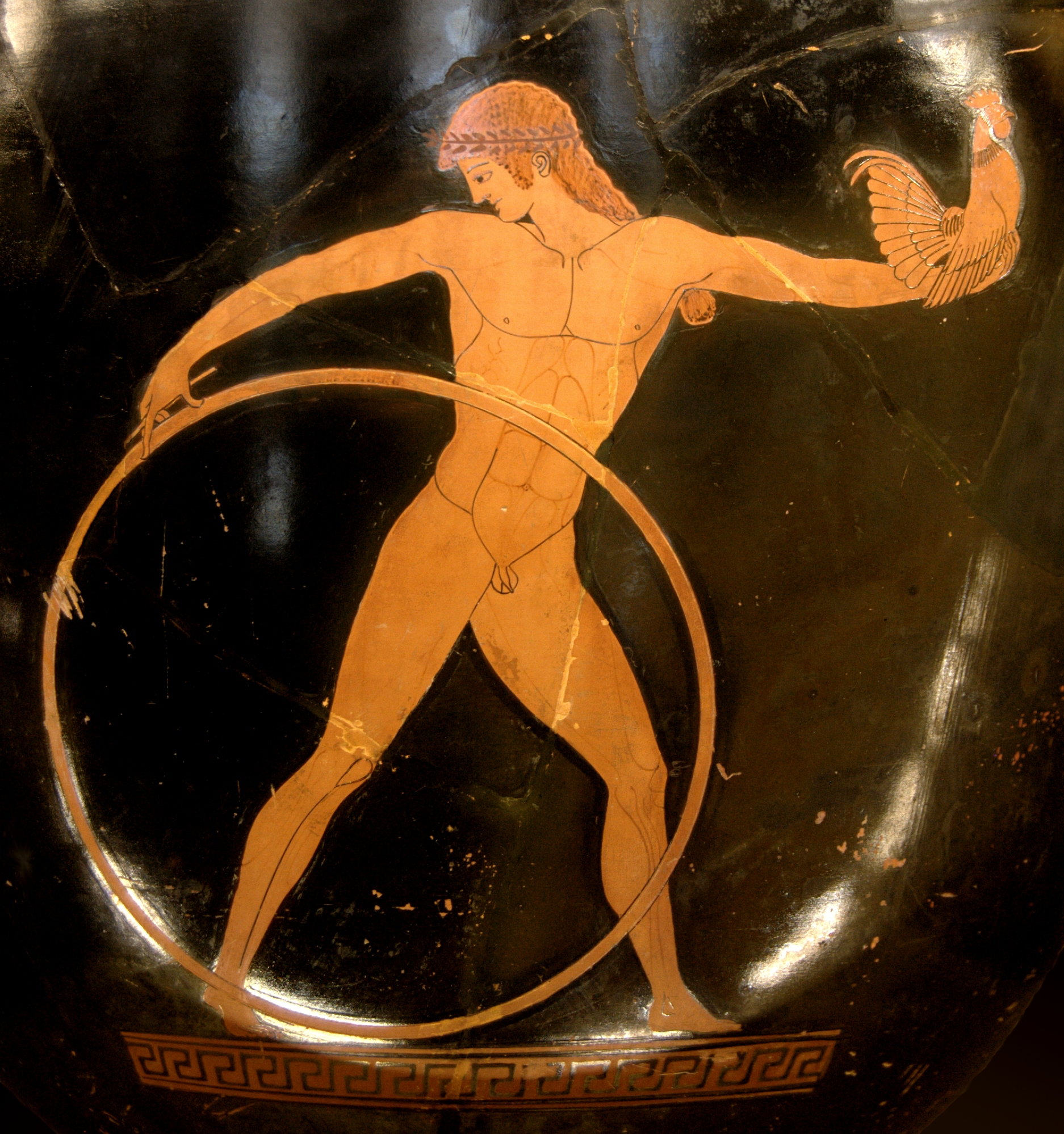
Ganymed, antikes Griechenland, um 500 v. Chr. mit einem Reifen

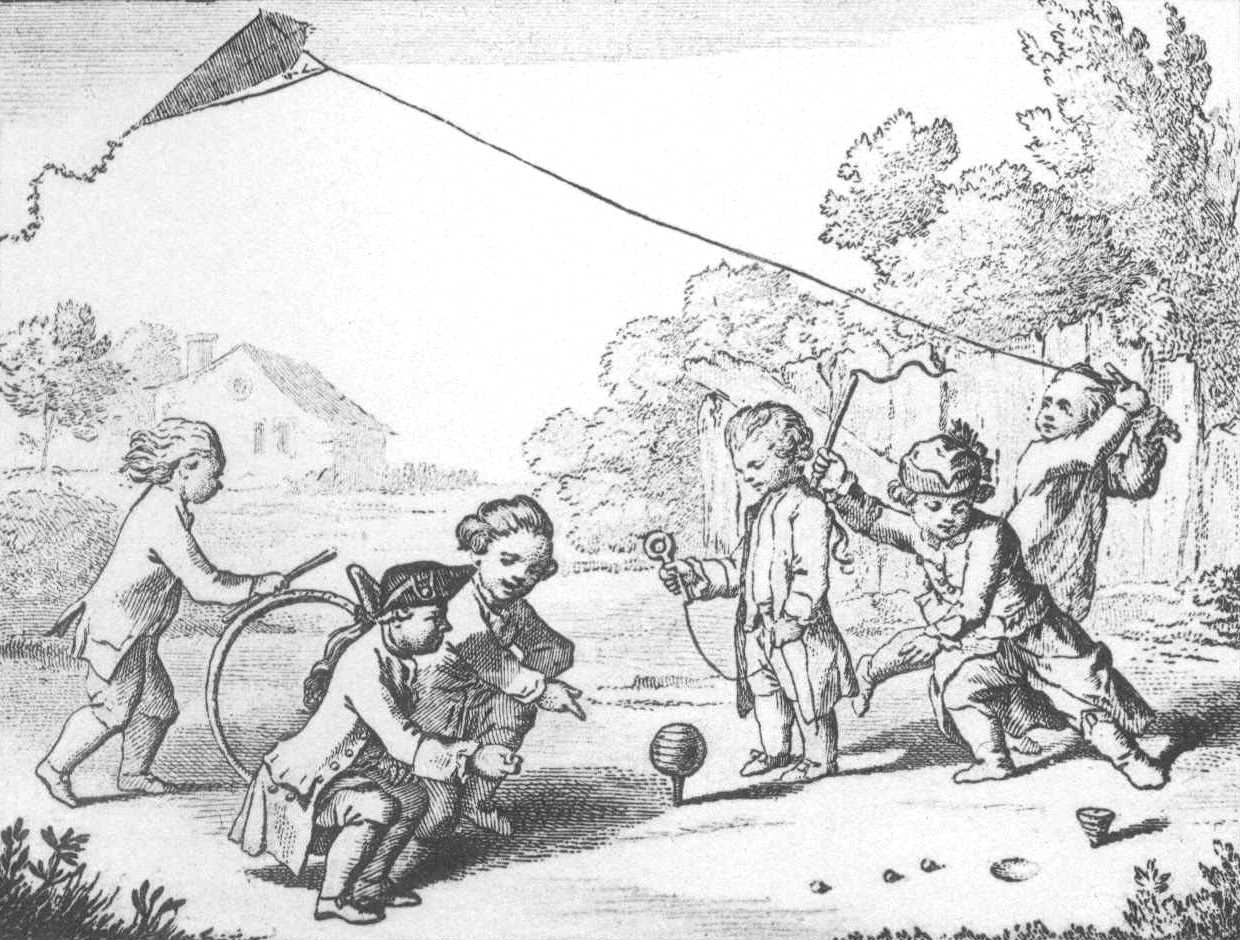
Reifentreiben in der Zopfzeit, Kupferstich von Daniel Chodowiecki, 1774

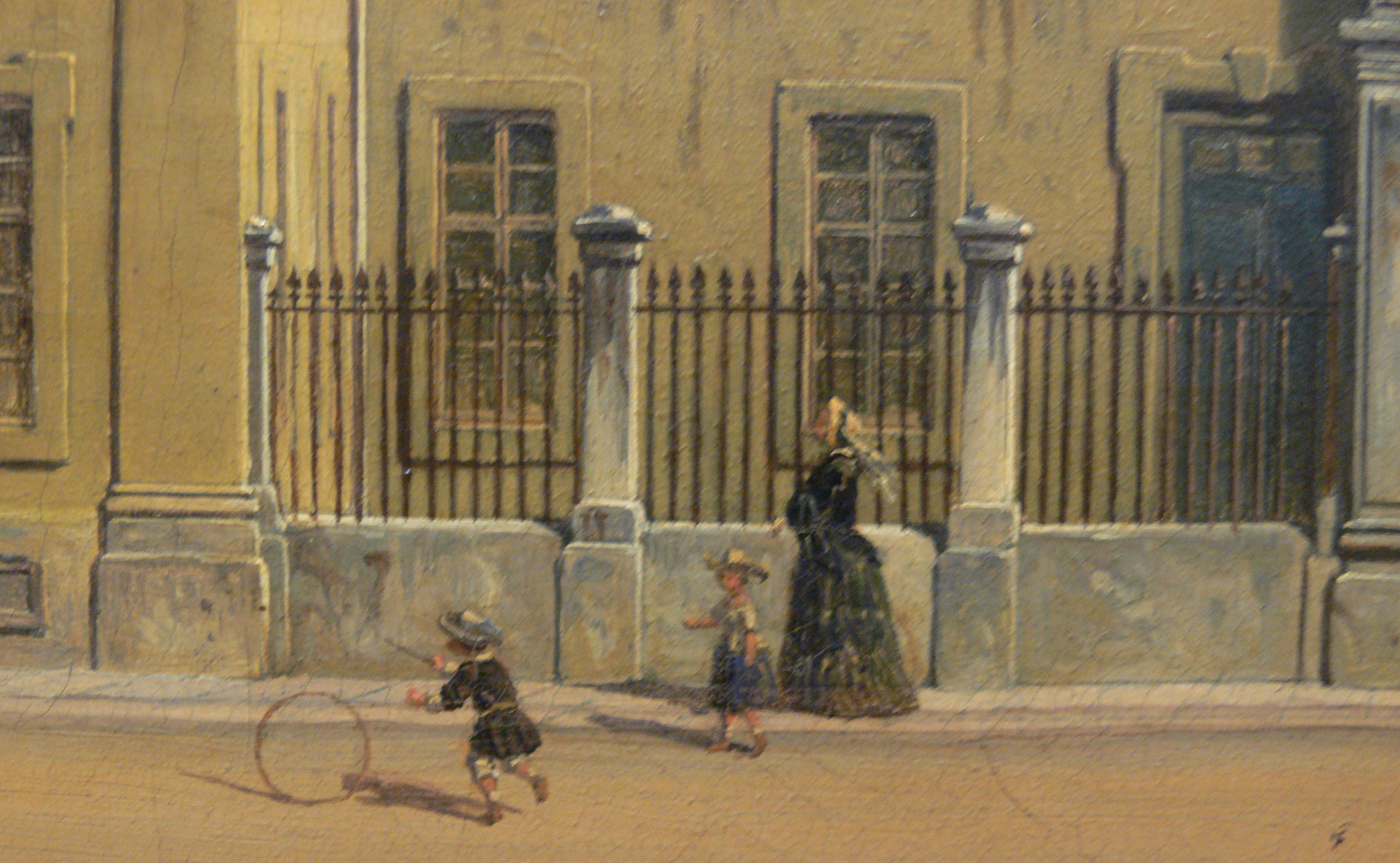
Kind beim Reifentreiben, 1853.
Mathias Artaria: Nationaltheater Mannheim, Ausschnitt.

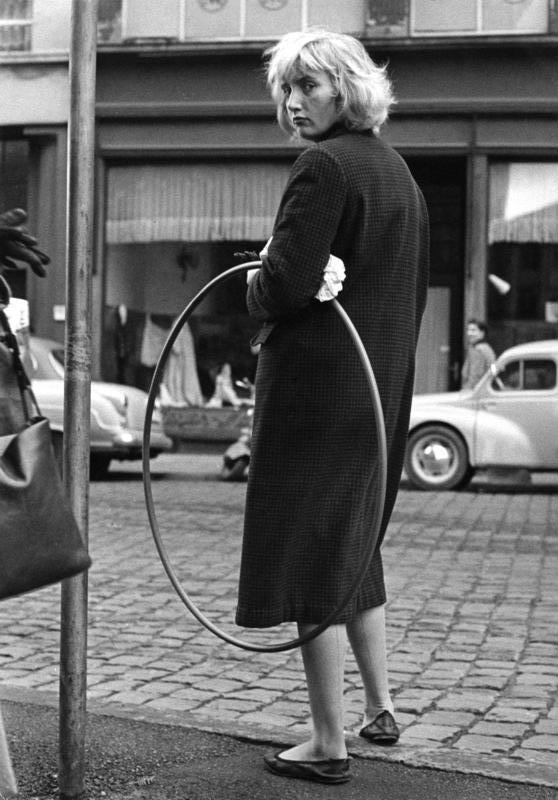
Frau mit Hula-Hoop-Reifen, 1958

Der Reifen, selten auch Reif genannt, ist ein Spielzeug, das in vielen Kulturen der Welt der Förderung der Geschicklichkeit dient. Er war früher fast ausschließlich aus Holz per Hand gefertigt und ist seit den 1950er Jahren besonders in seiner Form aus Kunststoffrohr als Hula-Hoop-Reifen bekannt.

## Geschichte
Bereits im Corpus Hippocraticum wird in der Schrift Über die Lebensführung (um 400 v. Chr.) der Reifenlauf empfohlen. Menschen mit schwacher Konstitution sollten diese Übung zur Wiederherstellung ihrer Gesundheit nutzen. Artemidoros, ein Wahrsager aus dem 2. Jahrhundert, meint in seinem Traumdeutungswerk: Einen Reifen treiben bedeutet, man werde Anstrengungen unterworfen, aus denen dem Träumenden ein Nutzen entstehen wird.
Bei der indigenen Bevölkerung Nordamerikas und den Eskimos diente der Reifen zum spielerischen Erlernen der überlebensnotwendigen Jagdtechniken. Jemand trieb einen Reifen vor sich her und andere warfen mit langen Stangen durch die Öffnung. Oder ein mit Riemen umflochtener Reifen wurde an einer Reihe junger Bogenschützen vorbeigerollt und anhand der Pfeilkennzeichnung konnte man anschließend den Sieger feststellen.
Im 19. Jahrhundert war der Umgang mit den leichten Holzreifen für Jungen und Mädchen gang und gäbe. Regelrechte Wettläufe wurden veranstaltet, und obwohl die etwas steife und strenge Kleidung der Oberschicht so gar nicht dazu zu passen schien, vertrieb sich auch der junge Adel seine Zeit damit.
Eine Wiedergeburt erlebte der Reifen als Spielzeug Ende der 1950er, Anfang der 1960er Jahre, als er in Kunststoffform, von Wham-O als Hula-Hoop-Reifen vermarktet, in die Kinderzimmer zurückkehrte.

## Reifentreiben / Reifenschlagen
Das Reifentreiben oder Reifenschlagen sieht zwar für den Zuschauer einfach aus, doch es erfordert sehr viel Übung und Geschick, den Reifen aufrecht zu halten und vorwärts zu bewegen. Zum Treiben benutzt man einen kleinen Stock (oder Stange), an dem früher oftmals zur Zierde eine kleine Holzkugel befestigt war. Doch auch ohne Stock, allein unter Benutzung der Handfläche, kann man den Reifen vorwärts bewegen, nachdem man ihn zuvor senkrecht gehalten und ihm dann einen leichten Vorwärtsschlag an der oberen Krümmung erteilt hat. Die Kurventechnik stellt nochmals besondere Anforderungen an die Beine-Hand-Augen-Koordination. In diesem Zusammenhang wird der Reifen im norddeutschen Sprachgebrauch auch Tunnband, Trünnelband, Trudelreifen, Trudelband oder Tüdelband genannt (Plattdeutsch). Die Gebrüder Wolf besangen dieses Spiel in dem Couplet An de Eck steiht’n Jung mit’n Tüdelband. In Bremen ist der Ausdruck Tombandlaufen überliefert und weist darauf hin, dass das Material eines solchen Reifens neben Holz (besonders Weidenholz, siehe Bandreißer) früher oft das Eisen von Tonnenbändern, also ausgedienten Halteringen von Holzfässern und -bottichen war. In dieser Funktion wurden sie durch Fahrradfelgen ohne Speichen und Nabe abgelöst.

## Hula-Hoop

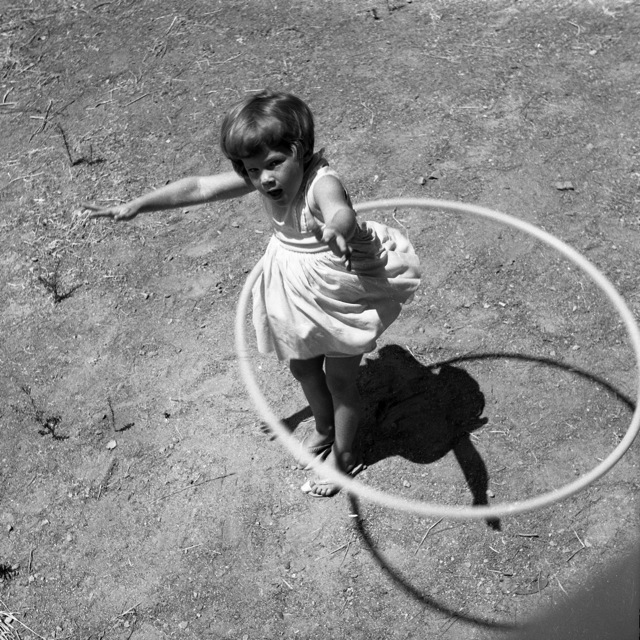
Mädchen schwingt 1958 einen Hula-Hoop

Die schon lange zuvor bekannte Geschicklichkeitsübung, einen leichten Reifen um die Hüfte kreisen zu lassen, wurde zu einem weltweit verbreiteten Modespiel, als ab Juli 1958 der kalifornische Spielzeughersteller Wham-O Corp., gestützt auf eine nationale Marketingkampagne, in weniger als vier Monaten 25 Millionen Kunststoffreifen unter dem Namen Hula-Hoop auf dem amerikanischen Markt absetzte (Hula für hawaiischer Tanz und Hoop engl. (Fass-)Reifen; heutzutage als „Hula Hoop®“ vermarktet). Noch im gleichen Jahr schwappte die Welle nach Deutschland, wo diese Reifen von der Firma geobra Brandstätter erstmals gefertigt wurden.
Kinder und Erwachsene erfanden Kunststücke mit dem Kunststoffgerät. Dauer-Hula-Hoopen war eine der einfachsten wettbewerbsmäßig ausgetragenen Disziplinen, der sich auch Jugendliche und Erwachsene unterwarfen. In Varietés und Zirkussen sah man Artisten mit Dutzenden von Reifen um Hals und Bauch jonglieren. Orthopäden behandelten vermehrt Bandscheibenbeschwerden insbesondere älterer Hula-Hooper.
Der Titel der deutschen Filmkomödie Hula-Hopp, Conny (1959) mit Cornelia Froboess und Rex Gildo war eine schnelle Reaktion auf diese Mode.

## Andere Techniken
Staffelwettläufe über mehrere hundert Meter (hin und zurück), wobei derselbe Reifen als Staffelstab gilt, lassen sich auch bei Festen durchführen. Dem Ideenreichtum sind keine Grenzen gesetzt. Sprünge durch den Reifen oder das Werfen von Gegenständen durch die Mitte sind nur einige Spiele, die Kindern sofort einfallen. Als Anregung kann die Rhythmische Sportgymnastik dienen. Dort setzen die Wettkämpferinnen den Reifen zum Teil in spektakulärer Art und Weise ein (z. B. Schleudern mit dem Fuß und Fangen mit dem Hals).
Der Hula-Hoop-Reifen kann auch für ein sportliches Workout genutzt werden. Das Training mit einem Fitness Hoop unterstützt das Herz-Kreislauf-System, stärkt die Rumpfmuskulatur, regt den Fettstoffwechsel an und verbessert die Koordinationsfähigkeit. Es gibt diverse Übungen, die mit Elementen aus Aerobic, Pilates, Yoga, Tanz und Bodyworkout kombiniert werden können. Die verschiedenen Hoop-Techniken sind mit ein wenig Übung leicht zu erlernen. Der Körper speichert das Bewegungsprogramm und kann es mit einer kleinen Pause leichter wieder abrufen.

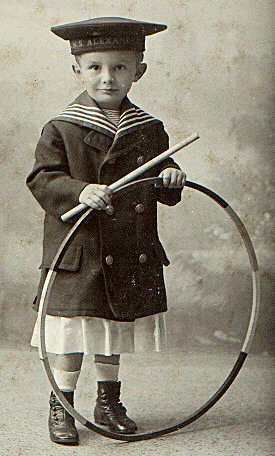
Knabe im Matrosenanzug mit Holzreifen, um 1902–1905
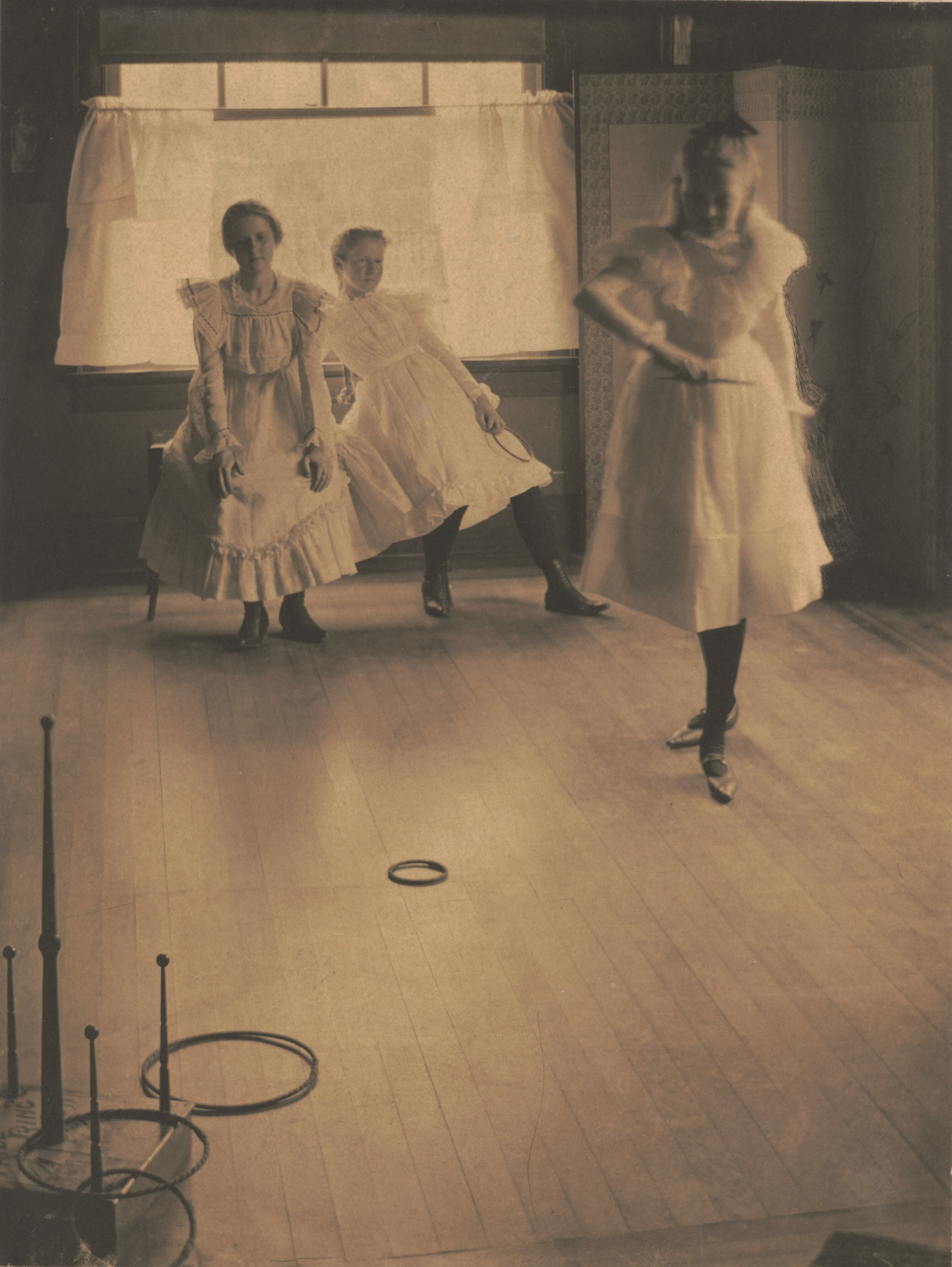
Mädchen beim Reifenwerfen (1899)
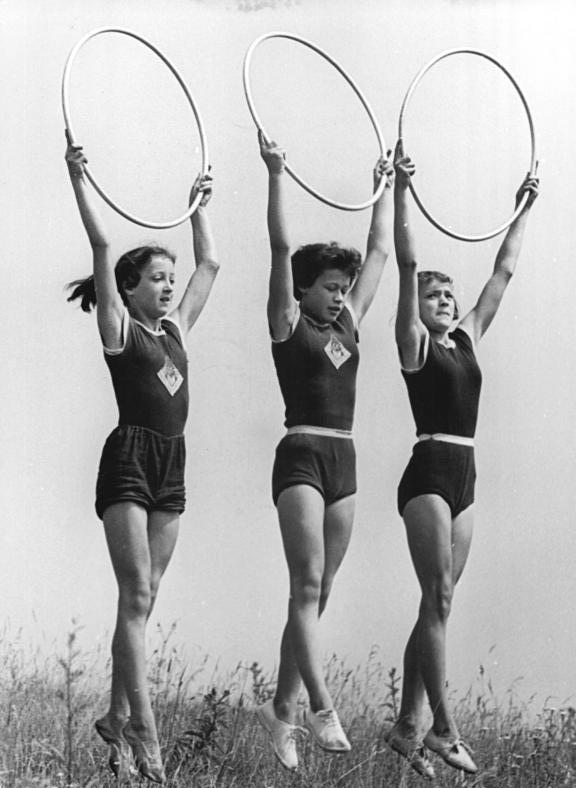
Reifenübung (Leipzig 1957)
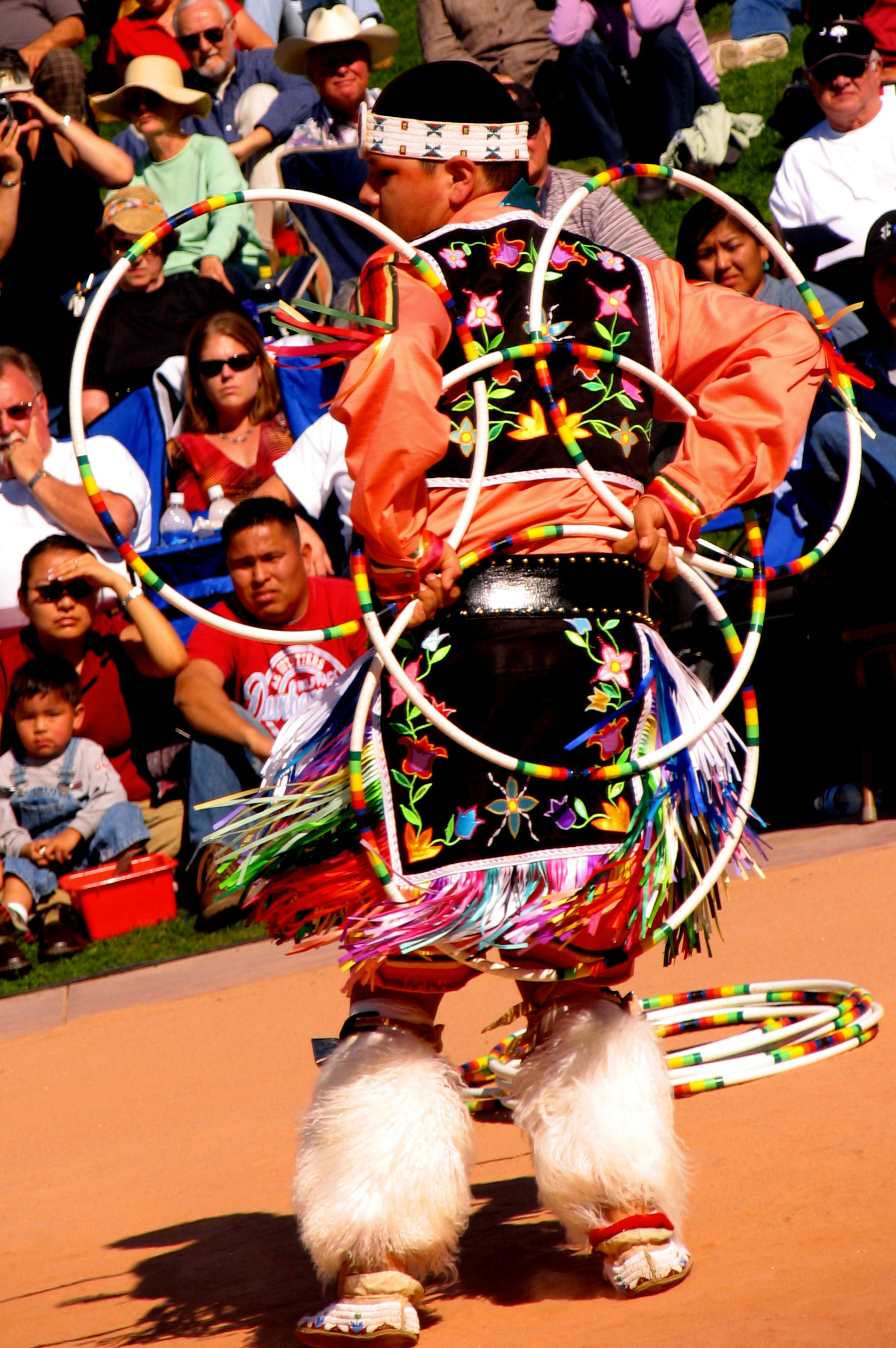
Reifentanz und Akrobatik aus Arizona
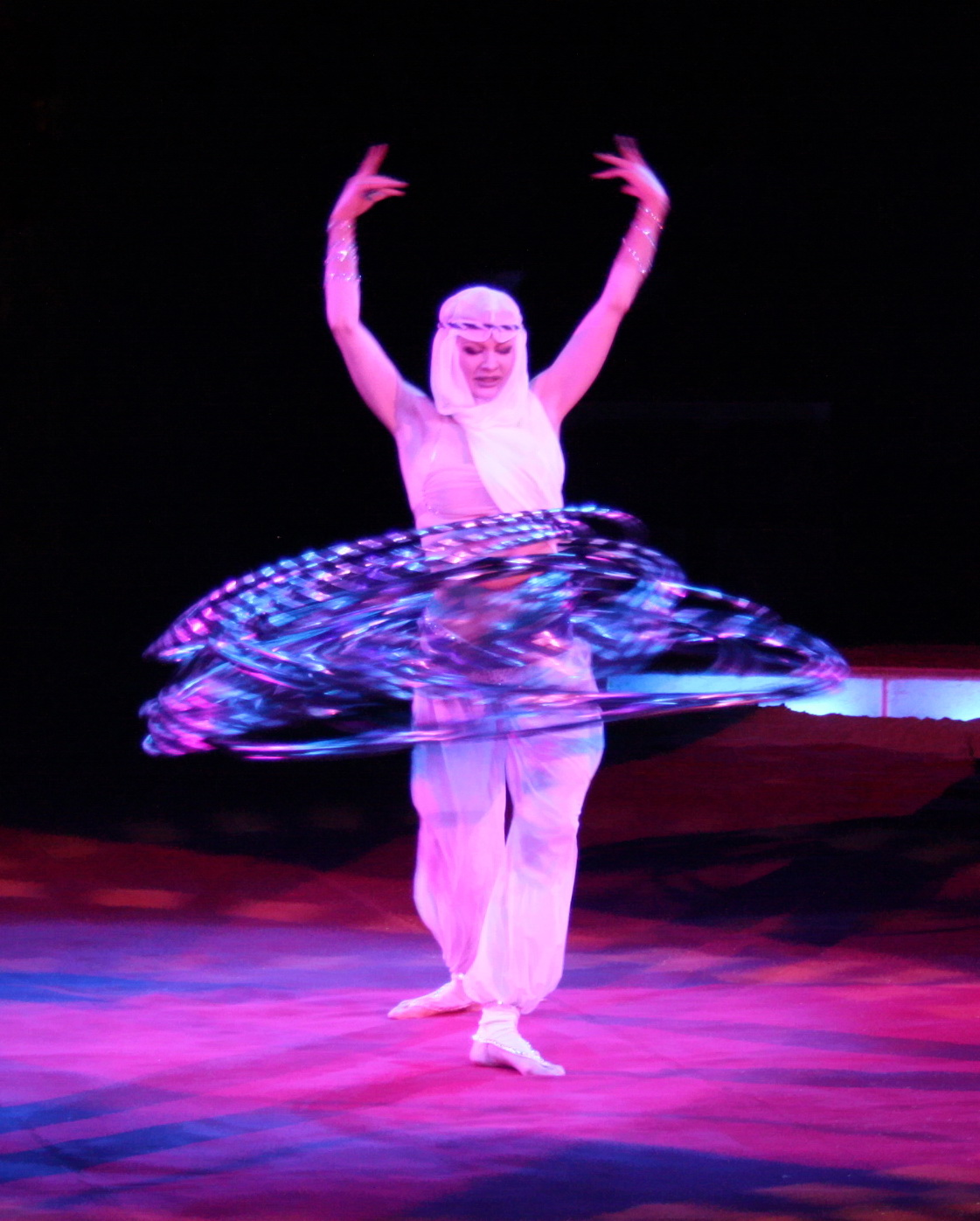
Yelena Larkina aus Russland
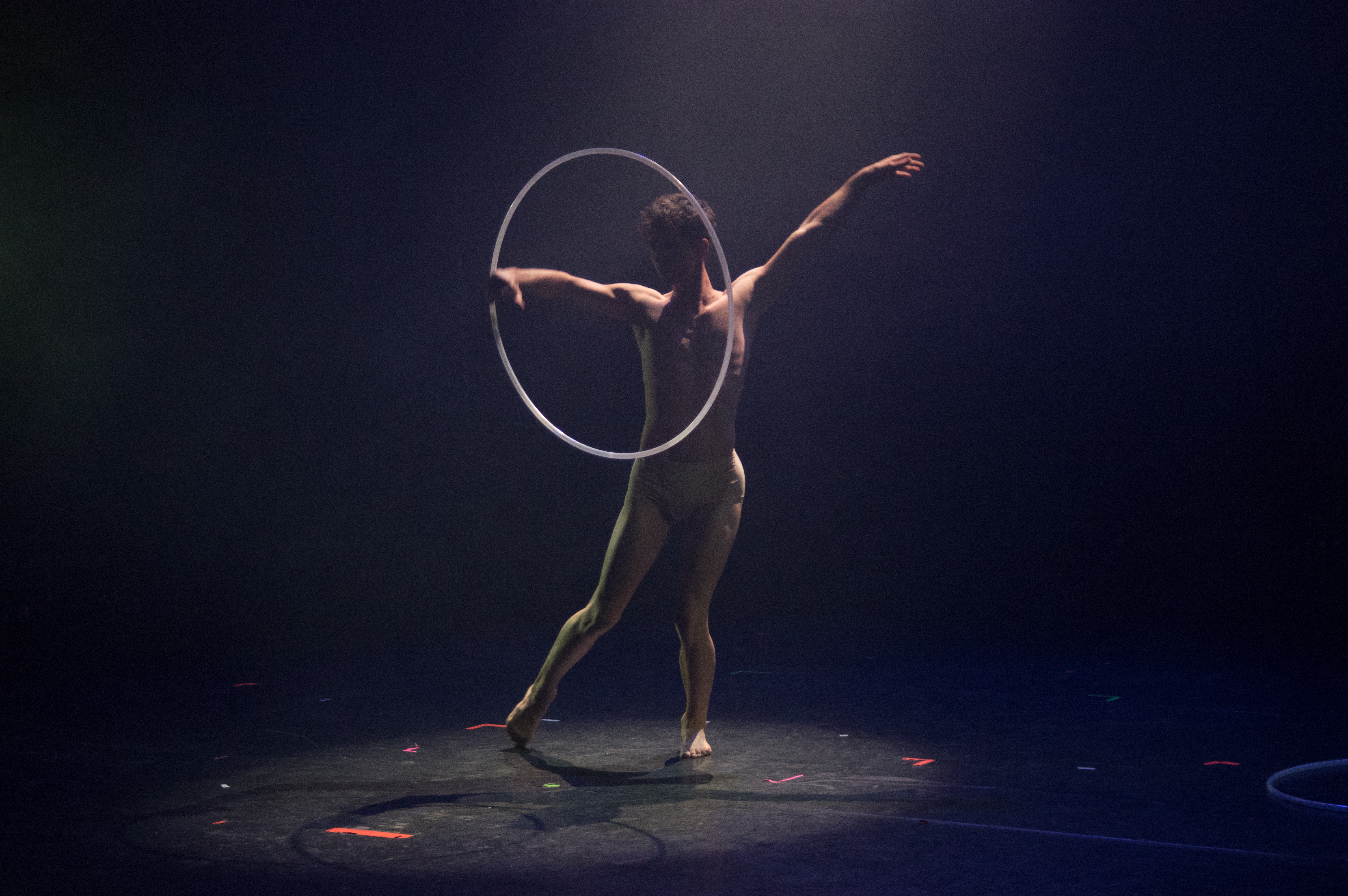
Der Artist Niklas Bothe mit einem Reifen in vertikaler Rotation
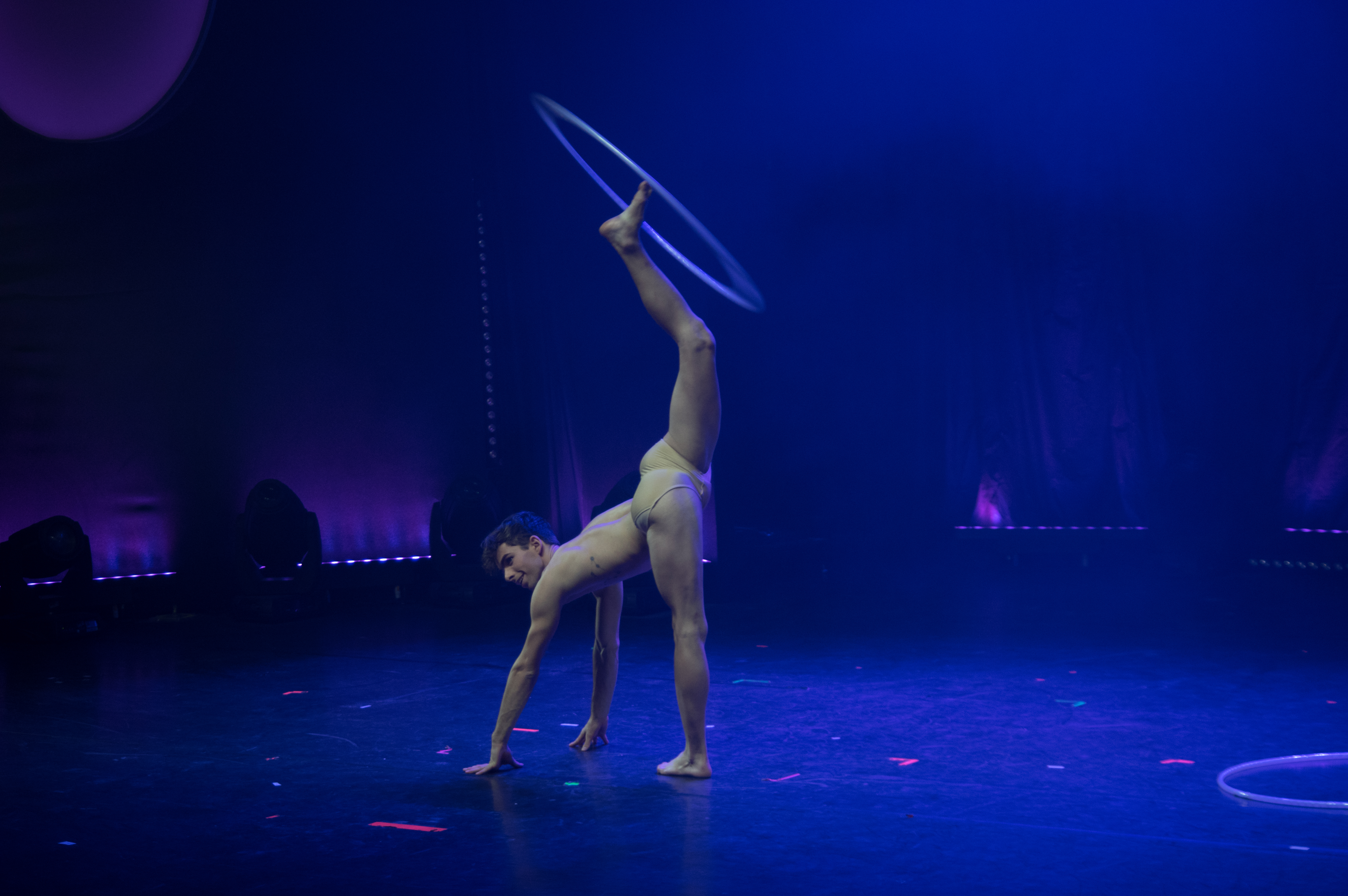
Der Artist Niklas Bothe mit einem Reifen kopfüber von vertikaler in horizontaler Rotation

## Aerial Hoop Artistik

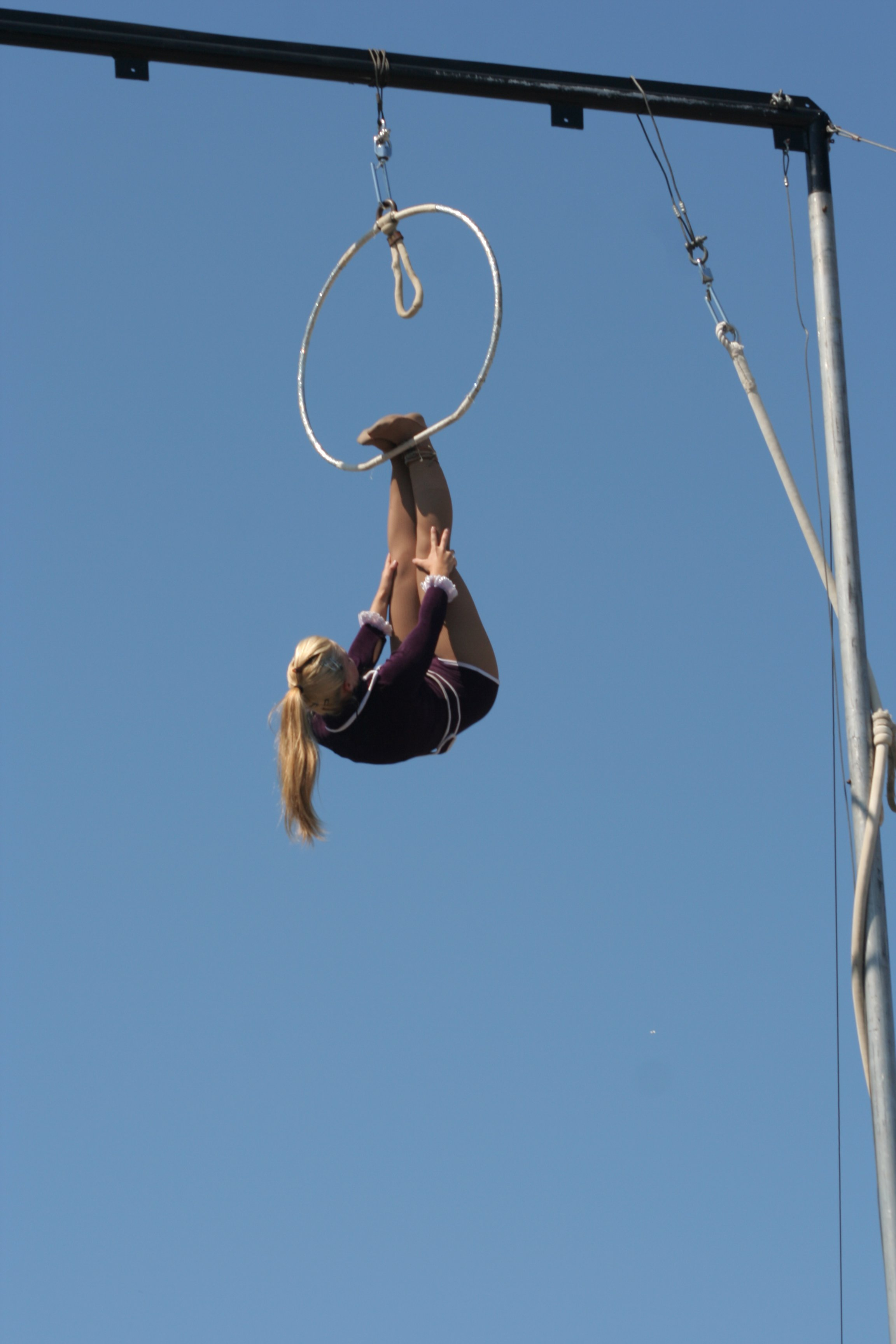
Aerial Hoop

Ein Aerial Hoop ist ein hängender Stahlring für Artistik. Er kann statisch, drehend oder schwingend verwendet werden.

## Hoopdance
Hoopdance ist ein Tanzsport, bei dem der Hula-Hoop-Reifen um verschiedene Körperteile gekreist wird. Der Reifen kann um die Hüfte, Beine, Füße, Arme, Hände oder Schultern bewegt werden. Es ist ein freier Tanz, der durch rhythmische Bewegungen mit einem Reifen zu Musik gekennzeichnet ist. Der Hula-Hoop-Reifen kann gekreist, gegriffen und geworfen werden. Es sind Übungen möglich, bei denen durch den Reifen hindurchgesprungen werden kann und Choreografien einstudiert werden. Hoopdance besteht aus einer Kombination aus on-Body-Tricks (z. B. das Hoopen mit der Hüfte) und off-Body-Tricks (z. B. das Hoopen mit den Armen). Den dadurch entstehenden Bewegungsmustern wird eine meditative Wirkung zugeschrieben.
Für den Tanz mit dem Hula-Hoop-Reifen werden leichte Reifen aus Polypropylen eingesetzt. Diese gibt es in verschiedenen Größen zu kaufen und sind als polypro hoop bekannt. Beginnern wird ein größerer und schwerer Hula-Hoop-Reifen empfohlen und anschließend das Umsteigen auf einen leichteren Reifen aus Polypropylen. Fortgeschrittene können mit einem leichten und kleineren Reifen rhythmische Bewegungen durchführen. Mittlerweile gibt es Hula-Hoop-Reifen mit LED zu kaufen. Es gibt viele Tutorials zu den verschiedenen Hoop Tricks im Internet und in den sozialen Netzwerken.
Dem Tanzsport wird eine positive Wirkung bei der Behandlung psychischer Krankheiten zugesprochen. Hoopdance wirkt sich positiv auf das Selbstbewusstsein aus und sorgt für ein positives Körpergefühl.